# 南丹路
南丹路是中華人民共和國上海市徐匯區的一條東西走向道路，西起凱旋路，東至漕溪北路。全長900米。道路始建於1956年。路名來自於廣西壯族自治區河池市南丹縣。道路沿途有光啟公園。